# Christoph Zuccalli
Dominikus Christoph Zuccalli (né avant 1650 à Roveredo (Grisons), mort avant le 3 novembre 1702 à Munich) est un architecte suisse.

## Biographie
Il travaille avec son père Kaspar Zuccalli (de) dès les années 1660 dans l'Innviertel. Il vient à Munich vers 1659 et travaille comme maître d'œuvre avec son cousin Enrico Zuccalli sur le château de Schleissheim.
Il est le père de Giovanni Gaspare Zuccalli.

## Œuvres
- 1651 : Extension de l'église d'Andrichsfurt (de)
- 1667-1668 : Église de Brunnenthal (de)
- Chœur de l'église abbatiale de Gars
- Église Saint-Jean-Baptiste de Vilshofen an der Donau (de)
- Prélature de l'abbaye d'Au am Inn